# (15) Эвномия
(15) Эвномия (лат. Eunomia; в некоторых источниках Эйномия) — астероид главного астероидного пояса. Открыт 29 июля 1851 года итальянским астрономом Аннибале де Гаспарисом в Неаполе, Италия. Астероид назван в честь древнегреческой оры Эвномии, дочери Зевса и Фемиды.
Астероид не пересекает орбиту Земли и обращается вокруг Солнца за 4,30 года. Это ретроградный ротатор, полюс которого направлен в сторону эклиптических координат (β, λ) = (−65°, 2°) с погрешностью 10°. Это даёт осевой наклон около 165°. Затмение звёзд наблюдалось трижды. (15) Эвномия является крупнейшим объектом семейства Эвномии.
2 марта 2002 года астероид (50278) 2000 CZ12 прошёл примерно в 0,00037 а.е. (55 000 км) от Эвномии.

## Упоминания в искусстве
- Одним из мест действия повести братьев Стругацких «Стажёры» был астероид Эйномия, на котором располагалась лаборатория по экспериментальной проверке ОТО и других физических теорий.